# 한봄고등학교
한봄고등학교(한봄高等學校)는 대한민국 경기도 수원시 권선구 탑동에 있는 사립 고등학교이다.

## 학교 연혁
- 1980년 3월 30일 : 수원한일여자실업고등학교 개교 및 제1회 입학식 (설립자 김한수 회장)
- 1982년 10월 30일 : 김중원 이사장 취임
- 1984년 3월 2일 : 배구단 창단
- 1994년 4월 30일 : 수원한일전산여자고등학교 개편 인가 (전자계산기과 24학급)
- 2011년 6월 30일 : 학교법인 한봄학원 설립 인가
- 2012년 1월 16일 : 학교법인 한봄학원 김재혁 이사장 취임
- 2012년 8월 14일 : 수원전산여자고등학교로 교명 변경 인가
- 2016년 11월 3일 : 산학일체형 도제학교 선정 (교육부·고용노동부)
- 2018년 6월 25일 : 2019학년도 한봄고등학교로 교명 변경 및 남녀공학 개편 승인
- 2018년 7월 24일 :  2020학년도 학과재구조화 승인 인가(빅데이터정보과 2학급, 뷰티아트과 2학급, 시각디자인과 3학급, 캐릭터창작과 1학급, 스마트제어과 2학급)
- 2021년 2월 18일 : 급식소 증축 준공
- 2021년 3월 1일 : 직업계고 고교학점제 선도학교 지정
- 2021년 3월 1일 : 혁신학교 지정 (4년간)
- 2023년 9월 1일 : 제15대 김진석 교장 취임
- 2023년 11월 30일 : 학교법인 한봄학원 이진 이사장 취임
- 2024년 1월 5일 : 제39회 졸업장 수여식(223명, 총 졸업생 14,287명)
- 2024년 3월 4일 : 제44회 입학식(230명 남 93명, 여 137명)

## 설치 학과
- 시각디자인과
- 뷰티아트과
- 빅데이터정보과
- 스마트제어과
- 캐릭터창작과

## 참고 자료
- 한봄고등학교 - 한국교육학술정보원 학교알리미